# Deep Silver Volition
Pour les articles homonymes, voir Volition.
Deep Silver Volition (ou simplement Volition)  est un studio de développement américain de jeux vidéo fondé en 1996 et situé à Champaign dans l'Illinois.

## Historique
L'entreprise est créée lorsque Parallax Software (créateur de la série Descent) se scinde en deux. Une partie de l'équipe fonde alors Volition, tandis que l'autre forme Outrage Entertainment, développe Descent 3 et Alter Echo puis ferme en juillet 2003.
Avec l'éditeur Interplay Entertainment, Volition développe la série de simulation de combat spatial FreeSpace. Interplay connaît ensuite des déboires économiques, et THQ rachète Volition en 2000.
Le 22 janvier 2013, à la suite de la faillite de THQ, le studio est vendu à Koch Media pour un montant de 22 312 925 dollars et change de nom pour se rapprocher de sa maison mère Deep Silver.
Dans un communiqué du 31 août 2023, le studio annonce qu'il ferme ses portes après 30 ans à la suite d'une restructuration d'Embracer Group.

## Jeux développés
| Titre                              | Date de Sortie | Plates-formes                                                                 |
| ---------------------------------- | -------------- | ----------------------------------------------------------------------------- |
| Descent: FreeSpace - The Great War | 1998           | Windows, Amiga                                                                |
| Descent: FreeSpace 2               | 1999           | Windows                                                                       |
| Summoner                           | 2001           | PlayStation 2, Windows, Mac                                                   |
| Red Faction                        | 2001           | PlayStation 2, Windows, Mac                                                   |
| Summoner 2                         | 2002           | PlayStation 2, GameCube                                                       |
| Red Faction II                     | 2003           | PlayStation 2, GameCube, Xbox, Windows                                        |
| The Punisher                       | 2005           | PlayStation 2, Xbox, Windows                                                  |
| Saints Row                         | 2006           | Xbox 360                                                                      |
| Saints Row 2                       | 2008           | Xbox 360, PlayStation 3, Windows                                              |
| Saints Row Undercover              | Annulé         | PlayStation Portable                                                          |
| Red Faction: Guerrilla             | 2009           | Xbox 360, PlayStation 3, Windows                                              |
| Red Faction: Armageddon            | 2011           | Xbox 360, PlayStation 3, Windows                                              |
| Saints Row: The Third              | 2011           | Xbox 360, PlayStation 3, Windows                                              |
| Saints Row IV                      | 2013           | Xbox 360, PlayStation 3, Windows                                              |
| Saints Row IV: Re-Elected          | 2015           | Xbox One, PlayStation 4, Windows                                              |
| Agents of Mayhem                   | 2017           | Xbox One, PlayStation 4, Windows                                              |
| Saints Row                         | 2022           | Xbox Series X, Xbox Series S, PlayStation 5, Xbox One, Playstation 4, Windows |